# Saturnin de Toulouse

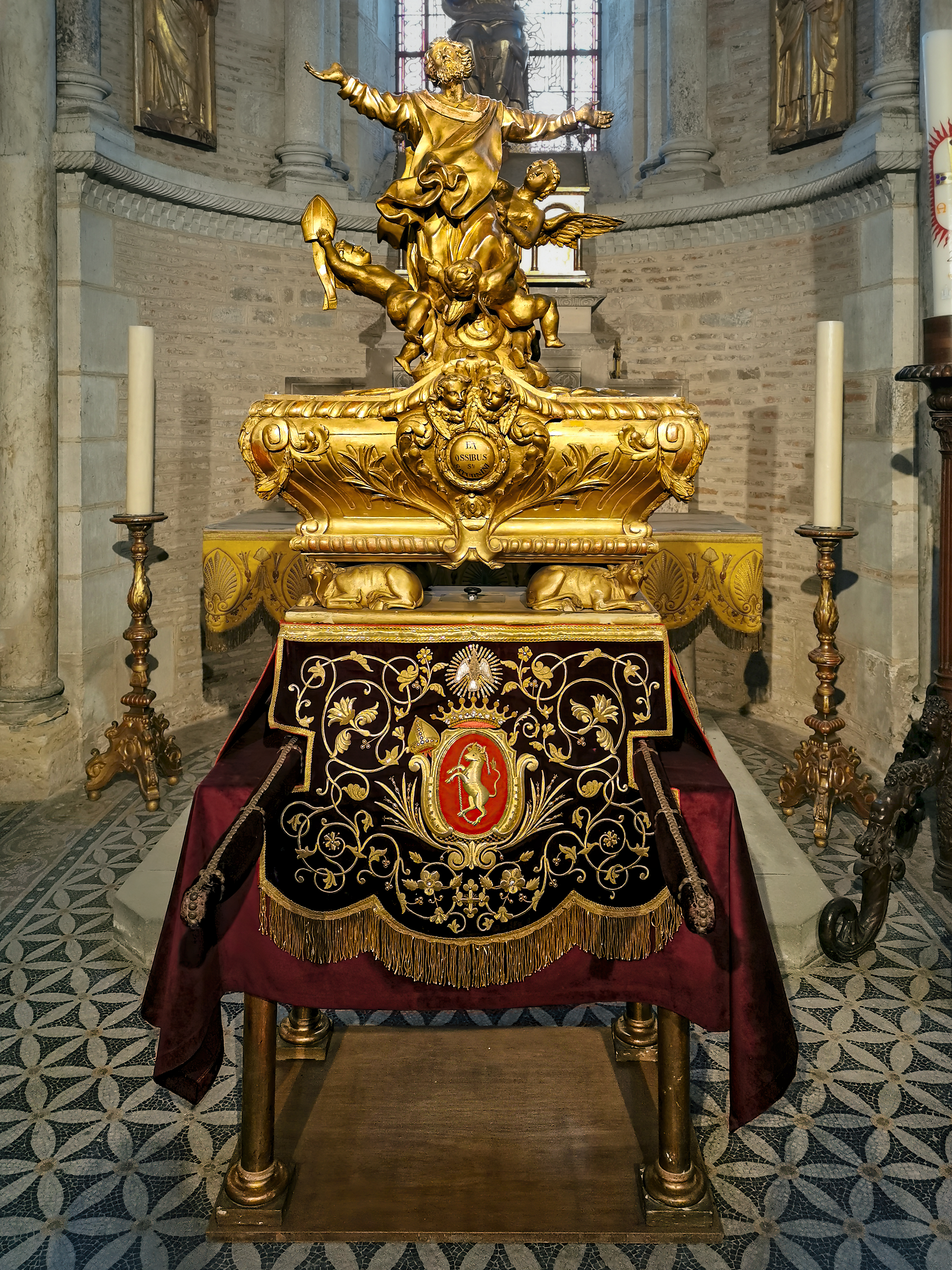
Mormântul relicvar.

Saturnin de Toulouse (franceză. Saturnin, Cernin, Sadorni, Sarny, Savournin, Sernin sau Sorlin) a fost primul Episcop de Toulouse, este patronul zilei de 29 noiembrie (calendarul evanghelic și romano-catolic). 

## Locuri, care poartă numele Saturnin
- Franța: mai multe orașe Saint-Sernin și Saint-Saturnin
- Burgo de San Cernín (Pamplona)
- Sant Sadurní d’Anoia, Sant Sadurní d'Osormort și Sant Sadurní de l'Heura în Catalonia
- San Saturnino (Asturia)
- mai multe biserici